# Айзінген (Баварія)
Айзінген (нім. Eisingen) — громада в Німеччині, розташована в землі Баварія. Підпорядковується адміністративному округу Нижня Франконія. Входить до складу району Вюрцбург.
Площа — 5,32 км2. Населення становить 3368 ос. (станом на 31 грудня 2020).